# هينريتش بارنز
هينريتش بارنز (بالإنجليزية: Heinrich Barnes) هو مصارع هاوي جنوب أفريقي، ولد في 12 ديسمبر 1986 في بريتوريا في جنوب أفريقيا.

## وصلات خارجية
- هينريتش بارنز على موقع قاعدة بيانات المصارعة الدولية (الإنجليزية)
- هينريتش بارنز على موقع أوليمبيديا (الإنجليزية)
- هينريتش بارنز على موقع اتحاد ألعاب الكومنولث (مؤرشف) (الإنجليزية)